# Campionato mondiale femminile di pallacanestro 2026
La ventesima edizione del Campionato mondiale di pallacanestro femminile FIBA si svolgerà in Germania dal 4 al 13 settembre 2026.

## Sedi delle partite
| Berlino             | Berlino             | Berlino | Berlino |
| Mercedes-Benz Arena | Max-Schmeling-Halle |         | Berlino |
| 14.500              | 8.500               |         | Berlino |
|                     |                     |         | Berlino |

## Qualificazioni
| N° | Squadra     | Qualificata come    | Data di qualificazione | Ultima partecipazione | Miglior piazzamento                                                          |
| -- | ----------- | ------------------- | ---------------------- | --------------------- | ---------------------------------------------------------------------------- |
| 1  | Germania    | Paese organizzatore | 4 aprile 2023          | 1998                  | 11º posto (1998)                                                             |
| 2  | Belgio      | Campione europeo    | 29 giugno 2025         | 2022                  | 4º posto (2018)                                                              |
| 3  | Stati Uniti | Campione americano  | 6 luglio 2025          | 2022                  | Campione (1953, 1957, 1979, 1986, 1990, 1998, 2002, 2010, 2014, 2018, 2022 ) |